# Олдридж, Джеймс
Гарольд Эдвард Дже́ймс О́лдридж (англ. James Aldridge; 10 июля 1918, Уайт-Хилл, штат Виктория, Австралия — 23 февраля 2015, Лондон, Великобритания) — английский писатель, журналист и общественный деятель, военный корреспондент, австралиец по происхождению.

## Биография
Родился в австралийском Уайт-Хилле в большой многодетной семье. Будущий писатель был пятым, самым младшим ребёнком в семье. В середине 1920-х семья Олдриджа перебралась в Суон-Хилл, и большинство его австралийских произведений основываются на его жизни в этом городке. В 1938 году он переезжает в Лондон.
Учился в мельбурнском коммерческом колледже. Во время Второй мировой войны работает военным корреспондентом в Иране и на Ближнем Востоке, и пишет о вторжении стран Оси в Грецию и на остров Крит. Ранние романы — «Дело чести» и «Морской орёл» — написаны им под впечатлением от творчества Эрнеста Хемингуэя.
Его первый роман «Дело чести», базирующийся на собственном опыте писателя, был опубликован в Великобритании и в США в 1942 году и сразу зарекомендовал себя как бестселлер. Главный герой романа — молодой пилот Королевских военно-воздушных сил Великобритании Джон Квейль сражается на отживших своё бипланах против авиации стран Оси в небе над Грецией, островом Крит и Северной Африкой в 1940—1941 годах. Роман стал самой продаваемой книгой Олдриджа вплоть до 1988 года.
Второй роман писателя «Морской орёл» был опубликован в 1944 году. В основе сюжета лежит история о судьбе австралийских пилотов после катастрофы на острове Крит в 1941 году. Несмотря на то, что отзывы критиков оказались более сдержанными, книга получила престижную премию имени молодого писателя и военного лётчика Джона Луеллина Риса за 1945 год.
Одним из наиболее успешных и широко известных романов писателя стал «Дипломат», опубликованный в 1949 году. Действие романа происходит в Советском Союзе, в северном Иране — Азербайджане и Курдистане, а также в Великобритании. В книге детально и увлекательно показана работа советских и английских дипломатов: как принимаются те или иные политические решения на высшем уровне. Также рассказывается о политической ситуации в Иране во время революции 1945 года. Красочно показана жизнь, культура и местный колорит иранцев и курдов. Книга получила смешанные отзывы критиков.
В 1974 году у Олдриджа вышла книга «Горы и оружие», которая является продолжением романа «Дипломат». На её страницах читатель вновь встретится с главными героями «Дипломата». Действие книги из борющегося Курдистана переносится в Европу, куда главный герой едет по просьбе своих давних друзей, иранских курдов, на поиски пропавших бесследно денег, предназначавшихся для покупки оружия.
Роман «Охотник», написанный в 1949 году, стал результатом попытки автора смешать различные жанры и направления в литературе. Драма повествует о канадских охотниках за мехами, об их жизненных трудностях и о перипетиях судьбы, происходящих вокруг охоты на берегах озера Онтарио.
Писатель долго жил в Каире, которому посвятил книгу «Каир. Биография города» (1969 год).
С середины 1960-х Олдридж пишет, в основном, книги для детей и подростков.
В 1971 году он стал членом жюри на Седьмом московском международном кинофестивале.
В 1972 году — лауреат Международной Ленинской премии «За укрепление мира между народами». В том же году награждён Золотой медалью Международной организации журналистов. Все выступления и художественное творчество Олдриджа проникнуты глубоким уважением к Советскому Союзу и сочувствием к освободительной борьбе народов Азии и Африки. Джеймс Олдридж категорически осудил решение правительства Маргарет Тэтчер силой восстановить британский контроль над Фолклендскими (Мальвинскими) островами после высадки там аргентинских войск в 1982 году. Также он принял активное участие в движении, участники которого пытались предотвратить размещение американских крылатых ракет в Великобритании в 1982-83 годах.
Умер у себя дома в Лондоне, 23 февраля 2015 года, в возрасте 96 лет.

## Переводы на русский язык
Первые издания:
- «Морской орёл». М.: Гослитиздат, 1945
- «Дело чести». М.: Гослитиздат, 1947
- «Сорок девятый штат». М.: Изд. иностранной литературы, 1947
- «Дипломат». М.: Изд. иностранной литературы, 1952
- «Охотник». М.: 1954 (2 издания)
- «Мальчик с лесного берега». Рассказы. М.: Правда, 1957
- «Герои пустынных горизонтов». М.: Изд. иностранной литературы, 1958
- «Не хочу, чтобы он умирал». М.: Гослитиздат, 1958
- «Подводная охота». М.: Физкультура и спорт, 1958.
- «Последний дюйм». Огонёк. 1957. № 37(1578); Рассказы. М.: Гослитиздат, 1959.
- «Последний изгнанник». Т. 1-2. М.: Изд. иностранной литературы, 1963
- «Пленник чужой страны. Опасная игра». М.: Прогресс, 1969
- «Каир. Биография города». М.: Молодая гвардия, 1970
- «Последний дюйм. Рассказы и повесть „Мой брат Том“». М.: Детская литература, 1971.
- «Спортивное предложение». М.: Детская литература, 1975
- «Удивительный монгол». М.: Молодая гвардия, 1976
- «Прощай, не та Америка». М.: Правда, 1983
- «Избранные произведения в 2-х томах». (Т. 1: Дипломат. Т. 2: Горы и оружие). М.: Радуга, 1984
- «Избранные произведения в 2-х томах». (Т. 1: «Охотник». «Последний взгляд». «Правдивая история Лилли Стьюбек». Т. 2: «Морской орёл». «Америка против Америки». Рассказы. Статьи). М.: Художественная литература, 1986
- «Сломанное седло». М.: Детская литература, 1986
- «Подлинная история плеваки Мак-Фи». М.: Детская литература, 1992

## Награды[6]
- Орден Дружбы народов (09.07.1988)[7]

1. The Girl from the Sea 2002 novel young adult
2003 shortlisted Children’s Book Council Book of the Year Awards — Book of the Year: Older Readers
2003 shortlisted New South Wales Premier’s Literary Awards — Ethel Turner Prize for Young People’s Literature
2. The True Story of Spit MacPhee 1986 children’s fiction children’s
1986 winner FAW ANA Literature Award
1986 winner New South Wales Premier’s Literary Awards — Ethel Turner Prize
1986 winner New South Wales Premier’s Literary Awards — Children’s Book Award
3. The True Story of Lilli Stubeck 1984 novel young adult
1985 winner Children’s Book Council Book of the Year Awards — Book of the Year Award — Older Readers

## Экранизации
- В 1959 году в СССР был снят фильм «Последний дюйм» режиссёра Теодора Вульфовича по одноимённому рассказу Олдриджа.
- В 1975 году в США был снят фильм «Оседлай дикого пони» (англ. Ride a Wild Pony) по одноимённому роману режиссёром Доном Чеффи.
- В 1990 году при содействии США и СССР был снят фильм «Пленник земли» (англ. A Captive in the Land) по одноимённому рассказу писателя. Режиссёр Джон Барри.